# Farní sbor Českobratrské církve evangelické v Třebenicích
Farní sbor Českobratrské církve evangelické v Třebenicích je sborem Českobratrské církve evangelické v Třebenicích. Sbor spadá pod Ústecký seniorát.
V současnosti je farářem sboru Jiří Šamšula. Kurátorem sboru je Jan Zalabák.

## Faráři sboru
- Zdeněk Borecký (1960–1984)
- Jan Keřkovský (1985–2001)
- Štěpán Brodský (2001–2010)
- Filip Ženatý (2013–2015)
- Pavel Klinecký (2016-2022)
- Jiří Šamšula (2023-)